# Hexatoma (Eriocera) beameri
Hexatoma (Eriocera) beameri is een tweevleugelige uit de familie steltmuggen (Limoniidae). De soort komt voor in het Nearctisch gebied.